# Brand (Hilders)
Brand ist einer von elf Ortsteilen der Marktgemeinde Hilders im osthessischen Landkreis Fulda.

## Geographie
Brand liegt im Biosphärenreservat der hessischen Rhön. Der Ort liegt an der Bundesstraße 458 zwischen Dietges im Westen und Wickers im Osten. Im Süden ist der Ortsteil Reulbach der Gemeinde Ehrenberg.
Sehenswert ist die Ruine Eberstein auf dem Gipfel des Tannenfels.

## Geschichte

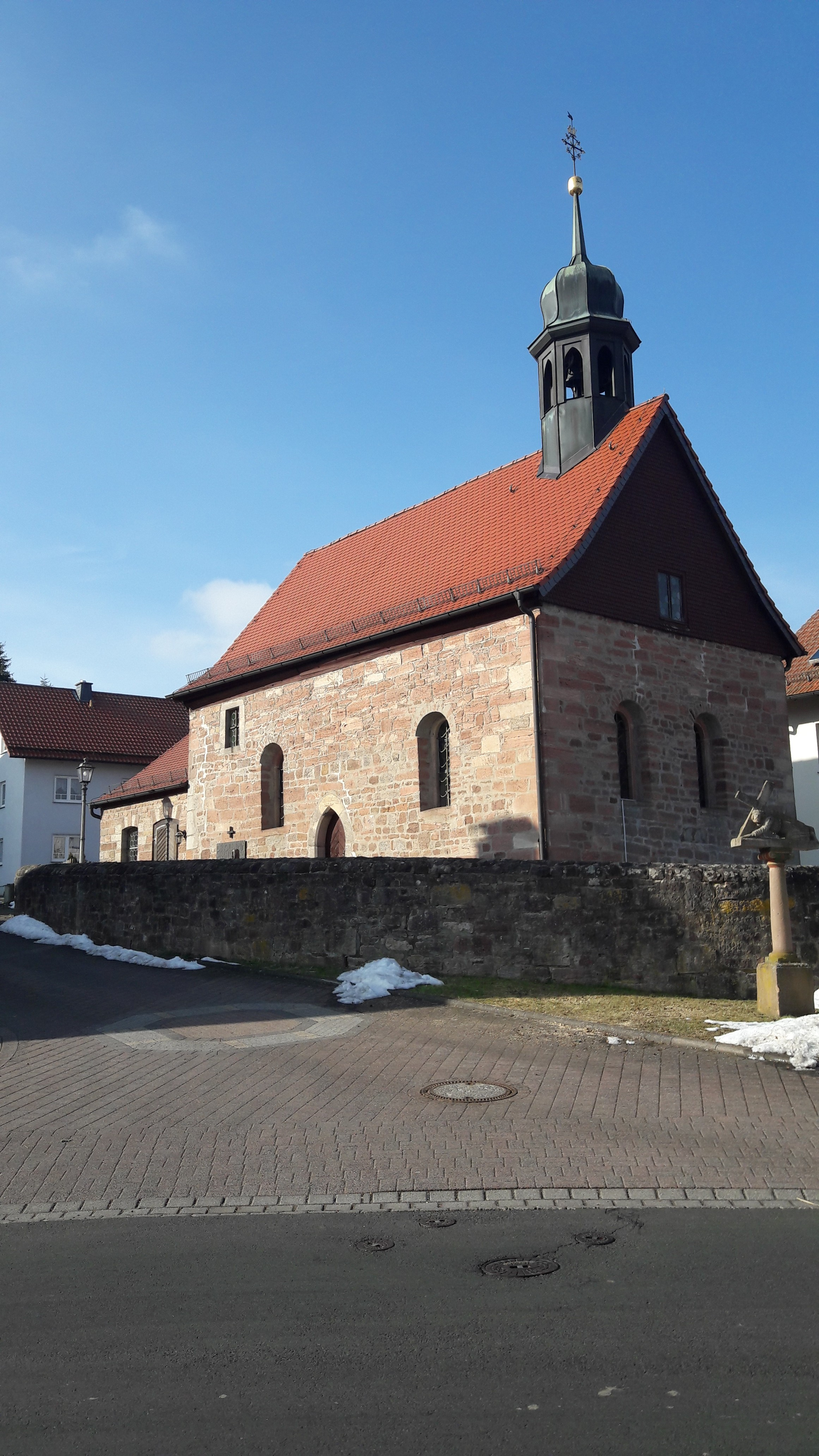
Filialkirche St. Georg und St. Valentin

### Ortsgeschichte
Die bekannte Ersterwähnung von Brand geht auf das Jahr 1258 zurück. Der Adelige Hermann von Branda wurde in einem Vertrag zwischen dem Würzburger Bischof Iring und dem Henneberger Grafen in Hersfeld als Zeugen angegeben. Hermann von Branda trägt seinen Namen nach seinem Herkunftsort. Den Ort Brand gibt es somit schon seit dem 13. Jahrhundert. 1936 geht der Theologieprofessor und Historiker Konrad Lübeck jedoch davon aus, dass Brand bereits 1170 das erste Mal urkundlich erwähnt wird. In seinen geschichtlichen Untersuchungen „Alte Ortschaften des Fuldaer Landes“ schreibt er: „Es [Brand] begegnet erstmals in ein einer Urkunde des Abtes Burchard von Fulda aus dem Jahre 1170, in der dieser mitteilt, dass er zur Dotierung des neuen Hospitals in Fulda auch das Dorf 'Hadebrandes' bestimmt habe.“ Die Forschung hat sich seitdem intensiver als Lübeck mit dem Ortsnamen beschäftigt und bei Hadebrandes kann es sich nicht um den Ort Brand handeln. Hadebrandes ist der Genitiv von Hadebrand einem germanischen Vornamen. Im Mittelalter ein üblicher Vorname in der Gegend. Zahlreiche Orte um Brand, u. a. Vindelines, Hiltriches, Wiggeres, Sigifrides, Sigimarshausen, Ruperechtsrode (heute: Findlos, Hilders, Wickers, Seiferts, Simmershausen, Rupsroth), wurden nach Vornamen benannt. Über die Siedlung Hadebrands ist mittlerweile bekannt, dass sie im Hochmittelalter planmäßig vorgenommen wurde. Sie wurde vom Fuldaer Abt oder einem Adeligen betrieben, wobei der Name des Anführers der Siedlergruppe im Ortsnamen erhalten blieb. So gibt es im Fuldaer Land zahlreiche Namen auf -s oder -z. Diese charakteristische Endung auf -s fehlt jedoch bei Brandau. Weiterer Anhaltspunkt, dass es sich bei Hadebrand nicht um Brandau handeln kann, ist die Zeugenaussage eines Albert von Branda im Jahre 1269. In den lateinisch abgefassten Geschichtswerken über den Abtsmord wird er als Albertus Brandauus oder Albertus de Brandowe angegeben. Die Bezeichnungen des Ortsnamens Brandau, Brandowe und Branda gehen somit nicht auf einen Vornamen zurück, sondern haben ihren Ursprung in der Bezeichnung des Baches Brand. Brand ist von verschiedenen Gewässern umgeben, u. a. der Krimmling, Schlicht und der Gifizen. Brand hat seinen Namen demnach nicht von einer Person, sondern von seiner geographischen Lage, denn historisch bekamen erst die Bäche ihren Namen und dann die einzelnen Siedlungen. In der Umgebung von Brand gibt es mehrere Orte, die nach einem Bach benannt sind, z. B. Lütter, Großenlüder, Niederbieber und Großentaft.
Im Türkensteuerregister der Fürstabtei Fulda aus 1605 ist der Ort unter Namen Brantt mit 7 Familien erwähnt.
Hessische Gebietsreform (1970–1977)
Zum 31. Dezember 1971 wurde die bis dahin selbständige Gemeinde Brand im Zuge der Gebietsreform auf freiwilliger Basis in die Gemeinde Hilders eingemeindet. Wie für alle nach Hilders eingegliederten Gemeinden wurde auch für Brand ein Ortsbezirk gebildet.

### Verwaltungsgeschichte im Überblick
Die folgende Liste zeigt die Staaten und Verwaltungseinheiten, denen Brand angehört(e):
- vor 1803: Heiliges Römisches Reich, Hochstift Fulda, Amt Bieberstein
- 1803–1806: Heiliges Römisches Reich, Fürstentum Nassau-Oranien-Fulda, Fürstentum Fulda, Amt Bieberstein
- 1806–1810: Kaiserreich Frankreich,[Anm. 2] Fürstentum Fulda (Militärverwaltung)
- 1810–1813: Großherzogtum Frankfurt, Departement Fulda, Disrrikt Bieberstein
- 1814–1816: Königreich Bayern, Amt Bieberstein
- 1817–1837: Königreich Bayern,[Anm. 3] Untermainkreis, Landgerichtsbezirk Hilders
- 1838–1861: Königreich Bayern, Regierung Unterfranken und Aschaffenburg, Landgerichtsbezirk Hilders
- 1862–1866: Königreich Bayern, Regierungsbezirk Unterfranken, Bezirksamt Gersfeld[Anm. 4]
- ab 1867: Norddeutscher Bund,[Anm. 5] Königreich Preußen,[Anm. 6] Provinz Hessen-Nassau, Regierungsbezirk Kassel, Kreis Gersfeld
- ab 1871: Deutsches Reich, Königreich Preußen, Provinz Hessen-Nassau, Regierungsbezirk Kassel, Kreis Gersfeld
- ab 1918: Deutsches Reich, Freistaat Preußen, Provinz Hessen-Nassau, Regierungsbezirk Kassel, Kreis Gersfeld
- ab 1932: Freistaat Preußen, Provinz Hessen-Nassau, Regierungsbezirk Kassel, Landkreis Fulda
- ab 1944: Deutsches Reich, Freistaat Preußen, Provinz Kurhessen, Landkreis Fulda
- ab 1945: Deutsches Reich, Amerikanische Besatzungszone,[Anm. 7] Groß-Hessen, Regierungsbezirk Kassel, Landkreis Fulda
- ab 1946: Deutsches Reich, Amerikanische Besatzungszone, Hessen, Regierungsbezirk Kassel, Landkreis Fulda
- ab 1949: Bundesrepublik Deutschland, Hessen, Regierungsbezirk Kassel, Landkreis Fulda
- ab 1972: Bundesrepublik Deutschland, Hessen, Regierungsbezirk Kassel, Landkreis Fulda, Gemeinde Hilders

## Bevölkerung

### Einwohnerstruktur 2011
Nach den Erhebungen des Zensus 2011 lebten am Stichtag, dem 9. Mai 2011, in Brand 219 Einwohner. Darunter waren keine Ausländer.
Nach dem Lebensalter waren 42 Einwohner unter 18 Jahren, 99 waren zwischen 18 und 49, 39 zwischen 50 und 64 und 39 Einwohner waren älter.
Die Einwohner lebten in 96 Haushalten. Davon waren 30 Singlehaushalte, 24 Paare ohne Kinder und 33 Paare mit Kindern, sowie 3 Alleinerziehende und 3 Wohngemeinschaften. In 21 Haushalten lebten ausschließlich Senioren und in 66 Haushaltungen leben keine Senioren.

### Einwohnerentwicklung
- 1812: 30 Feuerstellen, 268 Seelen[1]

| Brand: Einwohnerzahlen von 1812 bis 2023 | Brand: Einwohnerzahlen von 1812 bis 2023 | Brand: Einwohnerzahlen von 1812 bis 2023 | Brand: Einwohnerzahlen von 1812 bis 2023 | Brand: Einwohnerzahlen von 1812 bis 2023 |
| --- | ---------------------------------------- | ---------------------------------------- | ---------------------------------------- | ---------------------------------------- |
| Jahr |                                          |                                          |                                          | Einwohner                                |
| 1812 | 1812                                     |                                          | 268                                      | 268                                      |
| 1834 | 1834                                     |                                          | 327                                      | 327                                      |
| 1840 | 1840                                     |                                          | 266                                      | 266                                      |
| 1846 | 1846                                     |                                          | 274                                      | 274                                      |
| 1852 | 1852                                     |                                          | 285                                      | 285                                      |
| 1858 | 1858                                     |                                          | 235                                      | 235                                      |
| 1864 | 1864                                     |                                          | 242                                      | 242                                      |
| 1871 | 1871                                     |                                          | 224                                      | 224                                      |
| 1875 | 1875                                     |                                          | 230                                      | 230                                      |
| 1885 | 1885                                     |                                          | 250                                      | 250                                      |
| 1895 | 1895                                     |                                          | 227                                      | 227                                      |
| 1905 | 1905                                     |                                          | 223                                      | 223                                      |
| 1910 | 1910                                     |                                          | 205                                      | 205                                      |
| 1925 | 1925                                     |                                          | 200                                      | 200                                      |
| 1939 | 1939                                     |                                          | 190                                      | 190                                      |
| 1946 | 1946                                     |                                          | 243                                      | 243                                      |
| 1950 | 1950                                     |                                          | 230                                      | 230                                      |
| 1956 | 1956                                     |                                          | 187                                      | 187                                      |
| 1961 | 1961                                     |                                          | 8                                        | 8                                        |
| 1967 | 1967                                     |                                          | 212                                      | 212                                      |
| 1970 | 1970                                     |                                          | 217                                      | 217                                      |
| 1980 | 1980                                     |                                          | ?                                        | ?                                        |
| 1990 | 1990                                     |                                          | ?                                        | ?                                        |
| 2000 | 2000                                     |                                          | ?                                        | ?                                        |
| 2011 | 2011                                     |                                          | 219                                      | 219                                      |
| 2023 | 2023                                     |                                          | 253                                      | 253                                      |
| Datenquelle: Historisches Gemeindeverzeichnis für Hessen: Die Bevölkerung der Gemeinden 1834 bis 1967. Wiesbaden: Hessisches Statistisches Landesamt, 1968. Weitere Quellen: LAGIS; Gemeinde Hilders; Zensus 2011 |                                          |                                          |                                          |                                          |

### Historische Religionszugehörigkeit
- 1885: 249 katholische (= 99,60 %), ein jüdischer (= 0,40 %) Einwohner[1]
- 1961: ein evangelischer (= 0,48 %), 207 katholische (= 99,52 %) Einwohner[1]

## Politik
Für Brand besteht ein Ortsbezirk (Gebiete der ehemaligen Gemeinde Brand) mit Ortsbeirat und Ortsvorsteher nach der Hessischen Gemeindeordnung. Der Ortsbeirat besteht aus fünf Mitgliedern. Bei den Kommunalwahlen in Hessen 2021 betrug die Wahlbeteiligung zum Ortsbeirat 85,45 %. Alle Kandidaten gehörten der Bürgerliste Brand an. Der Ortsbeirat wählte Günter Henkel zum Ortsvorsteher.

## Infrastruktur
Brand hat eine Kirche, einen Kinderspielplatz, einen Sportplatz und ein Dorfgemeinschaftshaus Schlichthaus. An Vereinen gibt es den Musikverein Reulbach-Brand, den Sportverein Brand 1975 e. V. und die Freiwillige Feuerwehr Brand. Einen festen Faschingsverein gibt es nicht, jedoch wird jedes Jahr an mehreren Abenden der traditionelle „Ball der Stadt Brand“ gefeiert.